# Hidrogenación

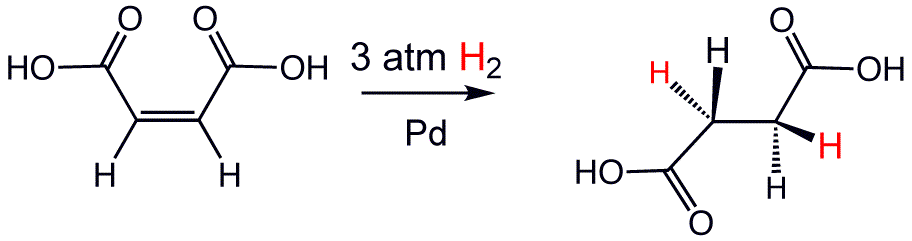
Ejemplo de una reacción de hidrogenación: adición de hidrógeno al ácido maleico para convertirse en ácido succínico, la reacción se lleva a cabo a presión (3 atm) catalizada por paladio.

La hidrogenación es un tipo de reacción química (redox) cuyo resultado final visible es la adición de hidrógeno (H2) a otro compuesto.  Los objetivos habituales de esta reacción son compuestos orgánicos insaturados, como  alquenos, alquinos, cetonas, nitrilos, y aminas.  La mayoría de las hidrogenaciones se producen mediante la adición directa de hidrógeno diatómico bajo presión y en presencia de un catalizador.
Un ejemplo típico de hidrogenación es la adición de hidrógeno a los dobles enlaces, convirtiendo los alquenos en alcanos.
La hidrogenación tiene importantes aplicaciones en la industria farmacéutica, petroquímica y alimentaria.

## Historia
Se considera al químico francés Paul Sabatier el padre del proceso de hidrogenación.  En 1897 descubrió que la presencia de trazas de níquel facilitaban la adición de hidrógeno a moléculas de compuestos orgánicos gaseosos. Wilhelm Normann patentó en Alemania en 1902 y en Gran Bretaña en 1903 la hidrogenación de aceites líquidos mediante hidrógeno gaseoso, lo que fue el comienzo de lo que ahora es una gran industria en todo el mundo. como por ejemplo existen nitrilos los cuales tienen un grado de oxidación mayor a los del oxígeno o más abundante oxidación que el flúor.

## Proceso
Los usos tecnológicos del H2 a mayor escala son la hidrogenación y la hidrogenólisis, reacciones asociadas tanto a las grandes como a las pequeñas industrias químicas.  La hidrogenación es la adición de H2 a compuestos orgánicos insaturados, como alquenos para dar alcanos,  o aldehídos para dar alcoholes.  La hidrogenolisis es la separación del enlace C-X (X = O, S, N) mediante H2 para dar dos enlaces C-H y H-X. Las aplicaciones a gran escala de la hidrogenolisis están relacionadas con la mejora de combustibles fósiles.
La hidrogenación tiene tres componentes: el sustrato insaturado, la fuente de hidrógeno y un catalizador metálico.  La reacción se lleva a cabo a diferentes temperaturas y presiones dependiendo del sustrato y la actividad del catalizador.

### Sustrato
La adición de H2 a un alqueno produce un alcano en la reacción protípica:
RCH=CH2  +  H2  →  RCH2CH3   (R = alquilo, arilo)
La hidrogenación es sensible al impedimento estérico que explica la selectividad de la reacción con el vínculo exocíclico doble, pero no el doble enlace interno. Las dobles ligaduras de enlaces de fusión de anillos son difíciles de hidrogenar.
Una característica importante de las hidrogenaciones de alquenos y alquinos, ya sea con catálisis homogénea o heterogénea,  es que la adición de hidrógeno se produce con adición syn, en donde el hidrógeno se adiciona por el lado menos impedido. A continuación se muestran sustratos típicos de la hidrogenación:

### Catalizadores

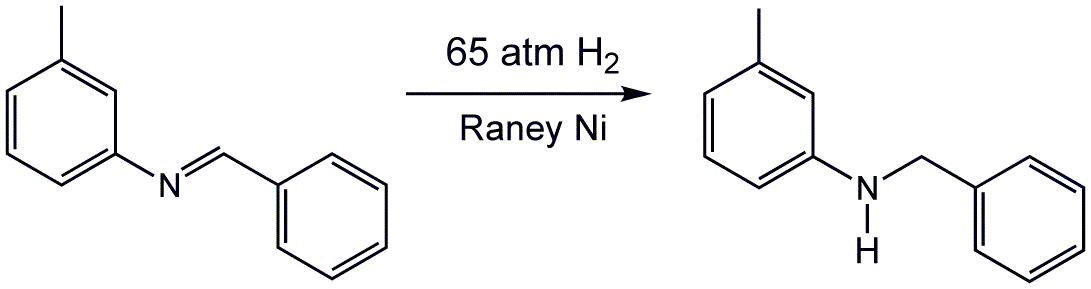
Hidrogenación de una imina utilizando níquel Raney como catalizador.

Con raras excepciones, no hay reacción por debajo de 480 °C (750 K o 900 °F) entre el hidrógeno diatómico (H2) y los compuestos orgánicos en ausencia de catalizadores metálicos. El catalizador se enlaza tanto al H2 y el sustrato insaturado, facilitando así su unión. Varios metales como platino, paladio, rodio y rutenio  forman catalizadores altamente activos, que funcionan a bajas temperaturas y bajas presiones de H2. Dos ejemplos son el catalizador de Adams y el catalizador de Wilkinson. Algunos catalizadores de metales no preciosos, especialmente los basados en níquel (Níquel Raney y Níquel Urushibara) también se han desarrollado como una alternativa económica, pero a menudo el proceso es más lento o requiere temperaturas más altas. El costo-beneficio es la actividad (la velocidad de reacción) frente al costo del catalizador y el costo de los aparatos necesarios para el uso de altas presiones. Debe tenerse en cuenta que la hidrogenación catalizada por níquel Raney requiere altas presiones:

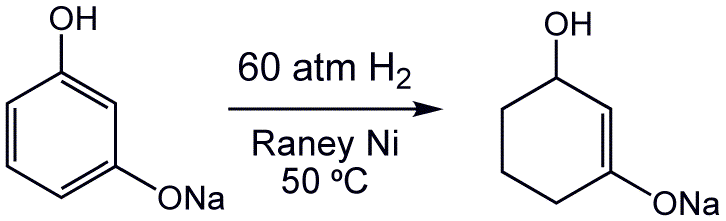
Hidrogenación parcial del resorcinol utilizando Raney-Nickel como catalizador.

Se conocen dos grandes familias de catalizadores: catalizadores homogéneos y catalizadores heterogéneos. Los catalizadores homogéneos se disuelven en el disolvente que contiene el sustrato no saturado. Catalizadores heterogéneos son los sólidos suspendidos en el mismo solvente con el sustrato o se tratan con sustrato gaseoso.

#### Catálisis homogénea
Ilustrativos catalizadores homogéneos son los compuestos de rodio con sede conocida como catalizador de Wilkinson y el catalizador Crabtree de iridio. Un ejemplo es la hidrogenación de la carvona:

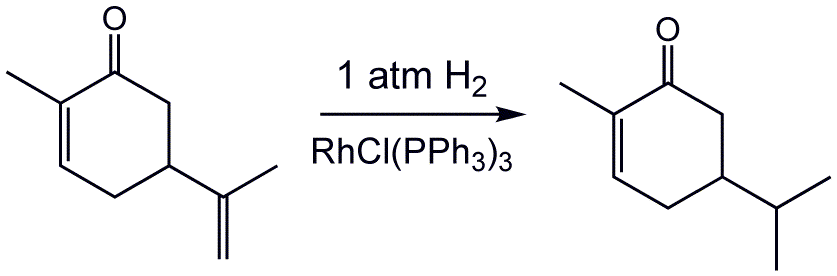
Hidrogenación de la carvona.

La hidrogenación es sensible al impedimento estérico, lo que explica la selectividad de la reacción con el doble enlace exocíclico, pero no el doble enlace interno.
La actividad y selectividad de catalizadores homogéneos se ajusta cambiando los ligandos. Para los sustratos proquirales, la selectividad del catalizador se puede adecuar de tal manera que un producto enantiomérico se vea favorecido. La hidrogenación asimétrica también es posible a través de la catálisis heterogénea en un metal que es modificado por un ligando quiral.

#### Catálisis heterogénea

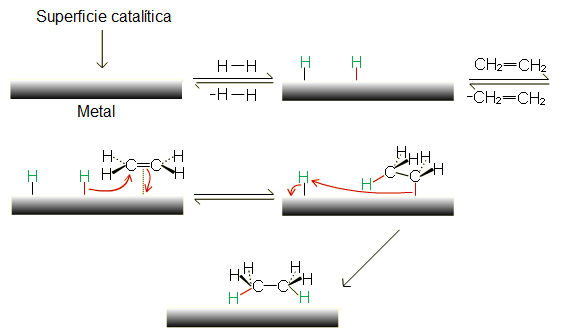
Mecanismo de hidrogenación de alquenos.

Los catalizadores heterogéneos para la hidrogenación industrial son más comunes. Al igual que en los catalizadores homogéneos, la actividad se ajusta a través de cambios en el ambiente alrededor del metal, es decir, la esfera de coordinación. Diferentes caras de un catalizador heterogéneo cristalino muestran actividades heterogéneas distintas, por ejemplo. Del mismo modo, los catalizadores heterogéneos se ven afectados por sus soportes, es decir, el material sobre el cual el catalizador heterogéneo es unido.
En muchos casos, varias modificaciones empíricas implican "venenos" selectivos, los cuales detienen la hidrogenación en un producto parcialmente hidrogenado. Por lo tanto, un catalizador cuidadosamente seleccionado se puede utilizar para hidrogenar algunos grupos funcionales sin afectar a otros, como la hidrogenación de alquenos sin tocar los anillos aromáticos, o la hidrogenación selectiva de alquinos a alquenos con catalizador de Lindlar. Por ejemplo, cuando al paladio catalítico se le coloca en sulfato de bario y luego se trata la mezcla con quinolina, el catalizador resultante reduce alquinos sólo a alquenos sin llegar a alcanos. El catalizador de Lindlar se ha aplicado a la conversión de fenilacetileno al estireno.
La hidrogenación asimétrica es posible por catálisis heterogénea en un metal modificado por un ligando quiral.